# Brisbane (Californië)
Brisbane is een plaats (city) in de Amerikaanse staat Californië, en valt bestuurlijk gezien onder San Mateo County.

## Demografie
Bij de volkstelling in 2000 werd het aantal inwoners vastgesteld op 3597.
In 2006 is het aantal inwoners door het United States Census Bureau geschat op 3578, een daling van 19 (-0.5%).

## Geografie
Volgens het United States Census Bureau beslaat de plaats een oppervlakte van
53,2 km², waarvan 8,6 km² land en 44,6 km² water.

## Plaatsen in de nabije omgeving
De onderstaande figuur toont nabijgelegen plaatsen in een straal van 16 km rond Brisbane.